# Autokatalytisk mängd
Autokatalytisk mängd (av engelska: autocatalytic set, ACS) är en mängd enheter som var och en kan skapas katalytiskt av andra enheter som ingår i mängden, så att hela mängden blir autokatalytisk, det vill säga kan katalysera sin egen produktion. Autokatalytiska mängder definierades ursprungligen med molekylära enheter i åtanke men används metaforiskt även inom lingvistik, sociologi och ekonomi.
Före James Watson och Francis Crick antog biologer att autokatalytiska mängder i princip fungerade på samma sätt som vanlig metabolism, där ett protein hjälper till att syntetisera ett annat protein och så vidare. Sedan Watson och Crick upptäckt DNA:s dubbelhelixstruktur kunde genetikens centrala dogm formuleras, det vill säga att genetisk information överförs från DNA via RNA till protein. 
Den molekylära strukturen hos DNA och RNA och den metabolism som försörjer deras reproduktion betraktas som för komplex för att ha uppstått spontant ur en kemisk ursoppa. Autokatalytiska mängder kan dock reproducera sig själva även om de delas i två delar som hålls separata. Datorsimulationer har visat att delar av autokatalytiska mängder var för sig kommer att reproducera alla reaktioner i den ursprungliga mängden (jämför mitos). Genom autokatalys kan alltså ett rudimentärt system med mycket enkel organisation och låg grad av metabolism reproducera sig själv. Autokatalys är därför en av de främsta kandidaterna till den grundläggande mekanismen som föregick och initierade evolutionen.
Flera modeller som försöker beskriva livets ursprung utgår från principen bakom de autokatalytiska mängderna och beskriver hur livet föregicks av en utveckling av molekylära autokatalytiska mängder. De flesta av dessa modeller har utarbetats utifrån studier av komplexa system och drar slutsatsen att livet inte uppkommit genom en molekyl med någon särskild sammansättning (som till exempel RNA) utan från en autokatalytisk mängd.
Även dagens livsformer och samhällen kan beskrivas som autokatalytiska mängder eftersom varken enskilda enheter eller ens grupper av enheter kan reproducera sig själva i dessa system. Bland de många modeller som utgår från autokatalytiska mängder kan nämnas Stuart Kauffmans.

## Formell definition
Givet en mängd M med molekyler kan kemiska reaktioner beskrivas som par r = (A, B) av undermängder till M.
{\displaystyle a_{1}+a_{2}+...+a_{n}\rightarrow b_{1}+b_{2}+...b_{m}}
Låt R vara mängden tillåtna reaktioner och ett par (M, R) ett reaktionssystem (RS). Ett reaktionssystem är autokatalytiskt om alla dess katalysatorer ingår i M. En molekyl m ∈ A ∩ B som tillhör en reaktion r kallas reaktionens katalysator.
Denna definition räcker inte för att beskriva beroende av externa resurser och näringsämnen, något som kan formuleras genom att införa en slutenhet på en genererande undermängd i M. Formellt betecknar cl(S) den minsta undermängden Y i M som innehåller S så att för varje reaktion (A, B)
{\displaystyle A\subseteq S\cup Y\Rightarrow B\subseteq Y}
Reaktionssystemet genereras (över resurserna S) om alla dess reaktanter A finns i cl(S) och ingen av resurserna är katalysatorer. En genererad autokatalytisk mängd är ett reaktionssystem som är både autokatalytiskt och genererat.
Studier av modellen ovan har visat att sannolikheten att godtyckliga reaktionssystem är autokatalytiska är hög under vissa förutsättningar. Detta beror på att med ett växande antal molekyler ökar antalet möjliga reaktioner. Samtidigt tilltar katalysen i ännu högre grad då molekylernas komplexitet ökar och producerar ändå fler reaktion och katalys. Till slut blir någon del av systemet självförsörjande varpå det snabbt börjar växa.
Även om autokatalytiska mängder är goda teoretiska verktyg i ansträngningarna att förklara livets uppkomst saknar studier av dessa stöd i kemin.
Det är formellt svårt att behandla molekyler som något annat än ostrukturerade enheter eftersom det skulle göra antalet möjliga reaktioner (och molekyler) oändlig. En avbildning av de godtyckligt långa polymerer som krävs för att skapa DNA, RNA och proteiner är därför fortfarande inte möjlig. Teoretiska studier av RNA-världen lider av samma problem.

## Lingvistiska aspekter
I motsats till definitionen ovan, som gäller inom artificiell kemi, finns ingen allmänt accepterad definition av autokatalytiska mängder.
I definitionen ovan beskrivs "katalysator" som sekundär i betydelsen att bara mängden som helhet behöver kunna katalysera sin egen produktion. Enligt andra definitioner måste alla reaktioner (eller funktioner eller transformationer) förmedlas via en katalysator, en definition som ger en primär "katalysator" som inte bara representerar sin reaktion utan även denoterar den. Detta självrefererande system är intressant av två anledningar: Först och främst därför att det är så metabolism är strukturerat i verkligheten men också därför att självrefererande system kan ses som ett första steg mot självdefinierande system.